# Heliconia hirsuta
Espèce
Classification phylogénétique
Heliconia hirsuta est une espèce de plantes à fleurs de la famille des Heliconiaceae, originaire d'Amérique centrale et du Sud: Trinité-et-Tobago, Belize, Honduras, Nicaragua, Panama, Guyane, Guyana, Suriname, Venezuela, Brésil, Bolivie, Colombie, Équateur, Pérou, Paraguay.

## Synonymes
Selon World Checklist of Selected Plant Families (WCSP) (19 juin 2012) :
- Heliconia bicolor Klotzsch (1847)
- Heliconia burle-marxii Emygdio (1957)
- Heliconia cannoidea var. villosa Petersen (1890)
- Heliconia cararensis Abalo & G.Morales (1982)
- Heliconia cardenasii L.B.Sm. (1939)
- Heliconia costanensis Aristeg. (1964)
- Heliconia harrisiana (Griggs) L.B.Sm. (1939)
- Heliconia hirsuta var. rubriflora R.R.Sm. (1977)
- Heliconia hirsuta var. villosula Loes. (1916)
- Heliconia straminea (Griggs) Standl. (1927)